# Jean-Claude Corre
Jean-Claude Corre (né le 14 septembre 1961 à Montréal au Canada) est un athlète français, spécialiste de la marche athlétique.

## Biographie
Il remporte sept titres de champion de France en salle de 1988 à 1997.
Septième du 20 km marche lors des championnats du monde 1987, il se classe vingtième des Jeux olympiques de 1988, et neuvième des championnats du monde 1993, sur 50 km.
Il améliore à trois reprises le record de France du 5 000 m marche.

## Palmarès

### International
| Date | Compétition                    | Lieu      | Résultat | Épreuve        | Performance     |
| ---- | ------------------------------ | --------- | -------- | -------------- | --------------- |
| 1987 | Championnats du monde          | Helsinki  | 7e       | 20 km marche   | 1 h 23 min 38 s |
| 1988 | Jeux olympiques                | Séoul     | 20e      | 20 km marche   | 1 h 23 min 9 s  |
| 1993 | Championnats du monde en salle | Toronto   | 6e       | 5 000 m marche | 19 min 10 s 72  |
| 1993 | Championnats du monde          | Stuttgart | 9e       | 50 km marche   | 3 h 51 min 51 s |

### National
- Championnats de France d'athlétisme en salle :
  - vainqueur du 5 000 m marche en 1988, 1989, 1992, 1993, 1994 et 1997
  - vainqueur du 20 000 m marche en 1992

## Records
| Épreuve      | Performance     | Lieu      | Date         |
| ------------ | --------------- | --------- | ------------ |
| 20 km marche | 1 h 23 min 38 s | Rome      | 30 août 1987 |
| 50 km marche | 3 h 51 min 51 s | Stuttgart | 21 août 1993 |